# ダーク・シャドウ
『ダーク・シャドウ』（原題: Dark Shadows）は、1966年から1971年に放送されたゴシック・ソープオペラ『Dark Shadows』を原作としたスーパーナチュラル・ドラマ映画。監督はティム・バートンで、主演のヴァンパイアのバーナバス・コリンズはジョニー・デップが演じる。北米公開は2012年5月11日であり、通常版とIMAX版が上映された。PG12指定。

## あらすじ
1760年、ジョシュア・コリンズとナオミ・コリンズは幼い息子バーナバスと共に新たな生活を始めるために商機を求め、アメリカに向けてイギリスのリバプールを出航した。20年後、バーナバスはメイン州コリンズポートの町で当時のアメリカでは珍しかった、イギリス仕込みの水産業をして儲け、コリンウッド荘園の所有者となっていた。裕福でプレイボーイな彼は、使用人のアンジェリークを振ったことで恨まれてしまい、その憎しみで黒魔術を覚えた彼女に呪いで両親を殺され、恋人も自殺に見せかけて、やもめ岬の断崖から落され、自身はヴァンパイアにされ、生き埋めにされてしまう。それから2世紀後の1972年、コリンズ家の女主人エリザベスは一家が抱える問題に対処するため、住み込みの精神科医ジュリア・ホフマン博士を呼び入れる。ここには他に、エリザベスの弟ロジャー、エリザベスの娘キャロリン、そしてロジャーの息子デヴィッドがいた。家族の不可思議な謎は血縁関係にない者たち、世話人のウィリーや、暗い過去を持つ家庭教師ヴィクトリア（ヴィッキー）にも降りかかる。バーナバスは偶然、工事現場にいた人間たちに掘り起こされ、棺から脱出するが、かつての自分の土地は荒れ果て、子孫たちも落ちぶれていた。バーナバスは亡父の「唯一の財産は家族だ」という言葉を胸にコリンズ家の復興を目指す。

## 登場人物
バーナバス・コリンズ
元は人間だったが、どうしようもない成金のプレイボーイであったことから遊びでアンジェリークを弄んだことで彼女に恨まれ、呪いでヴァンパイアに変えられる。20世紀の世に目覚めた18世紀のヴァンパイア。自身の代で企業で成功したにもかかわらず、現代になり落ちぶれてしまった子孫を立て直すために、催眠術などを使って奮闘する。自らの呪いを解き、再び人間の身体を手に入れることを願っている。子孫からは先祖の中で一番立派だったと言われていた。20世紀ではヴァンパイアとしての自覚から尊大な態度をとることもあり（18世紀では良くも悪くも普通の言い方だった）、またヴァンパイアとして血を求めて人を殺すようにもなってしまい、日光を浴びると弱体化する羽目にもなってしまった。父の事は純粋に尊敬しており、父の一言である「家族こそが何よりの財産」という言葉が、コリンズ家復興を志した理由の一つである。
エリザベス・コリンズ・ストッダード
コリンズ家の女家長。当初はバーナバスの正体を信じなかったが、彼がバーナバス・コリンズのことを真に迫って語り、自分でさえも知らなかった隠し部屋の存在を見せたことから、正体を認め、コリンズ家の落ちぶれてしまった家を建て直すために、バーナバスと手を組む。射撃の腕前は高く、バーナバスが延長線上に前にいたのにもかかわらず、かすりもせずに奥にいたアンジェリークに当てる芸当を見せた（ただし、アンジェリークには効いていなかった）。
ジュリア・ホフマン博士
エリザベスに雇われた住み込みの精神科医だが、自身もアルコール中毒という病気を持っており、二日酔いで眠っていることも少なくないとのこと。年老いていくことに恐怖心を抱いている。催眠術には天賦の才があり、バーナバスにも通用し、そして彼の正体を知ることが出来た。そして彼を救うという名目で実験に協力をしていたが、実は彼の血を使って永遠の若さを手に入れることを目論んでおり、それを見抜いたバーナバスの怒りにより噛みつかれて殺害される。死体は重しをつけて海の中に沈められたが、ラストで目を開き、ヴァンパイアとして目覚めたことが示唆される。
アンジェリーク・ブシャール
バーナバスとは幼いころからの付き合い。小さい頃にバーナバスと別れたが、成人してから再会して男女の関係になる。しかし、彼からは真剣に愛されておらず、ジョゼットとの真剣な愛を見た憎しみから黒魔術を覚え、彼の両親を事故死に見せかけて殺害、バーナバスが一番に愛していたジョゼットも自殺に見せかけて殺害する。とどめに彼をヴァンパイアに変え、地中に生き埋めにしたが、それだけでも飽き足らず、2世紀にもわたってコリンズ家を苦しめる。周囲には素性を隠したり、変えたりなどして誤魔化しており、現在では市民から「アンジー」と慕われる名士として過ごしている。自分の会社の従業員が死んでもなんとも思わない酷薄な性格。最期はデヴィッドの守護霊となっていたローラにより吹き飛ばされ、弱体化し自分の心臓をバーナバスに渡そうとしたが、砕け散ってしまい死亡した。
ウィリー・ルーミス
コリンズ家の使用人。酒に溺れて、ろくに仕事もしていなかったが、バーナバスの催眠術によって、彼の忠実な従者となり、職務にもやる気を出すようになる。
ロジャー・コリンズ
エリザベスの弟で、デヴィッドの父。粗野な性格のろくでなしで、デヴィッドに対しても愛情を抱いていない。
キャロリン・ストッダード
エリザベスの娘。15歳の反抗期。家族がデヴィッドにばかり目をかけているのが気に入らず、バーナバスに対しても奇人扱いする。実は赤ん坊の頃にアンジェリークにより狼に噛まれ、狼人間となっていた。
ヴィクトリア・ウィンターズ
コリンズ家にやってきた新任の家庭教師（ガヴァネス）。本名は「マギー・エヴァンス」で、愛称はヴィッキー。見えないものが見えることから両親に捨てられるという痛ましい過去を持つ。捕らわれてしまったが、脱出して列車で見つけた広告を機に名前を変えて町にやってきた。ジョゼットに似ていることから、バーバナスから目をかけられている。相手を立てることができる優しい性格。最後はジョゼットと同様に身投げするが、バーナバスに噛まれたことでヴァンパイアとして蘇る。
デヴィッド・コリンズ
エリザベスの10歳の甥（弟の息子）。5歳の頃に母親が溺死してしまったが、その死を受け入れられず「母が見える」と情緒不安定にあり、家族から精神的におかしいと思われているが、それでも目をかけてもらっており、キャロリンからも嫉妬されている。実は母親はアンジェリークの呪いにより殺害されていた。本当に母親が「霊として」見えており、全くの正気の持ち主であった。
ミセス・ジョンソン
コリンズ家の老メイド。すっかり年を取ってしまい、今では大した仕事もできない。
ジョシュア・コリンズ
バーナバスの父。「家族が一番の財産」と考え、町を発展させた偉大な人物だったが、アンジェリークに自分を振ったバーナバスを苦しませる理由から妻とともに事故死に見せかけて殺害される。
サイラス・クラーニー
コリンズポートの漁師たちのボス。
ジョゼット・デュプレ
バーナバスが心から愛した唯一の女性。それゆえにアンジェリークによって呪いをかけられ殺害される。

## キャスト
| 役名                               | 俳優                         | 日本語吹替 |
| ---------------------------------- | ---------------------------- | ---------- |
| バーナバス・コリンズ               | ジョニー・デップ             | 平田広明   |
| エリザベス・コリンズ・ストッダード | ミシェル・ファイファー       | 高島雅羅   |
| ジュリア・ホフマン博士             | ヘレナ・ボナム＝カーター     | 高乃麗     |
| アンジェリーク・ブシャール         | エヴァ・グリーン             | 深見梨加   |
| ウィリー・ルーミス                 | ジャッキー・アール・ヘイリー | 佐々木睦   |
| ロジャー・コリンズ                 | ジョニー・リー・ミラー       | 清水明彦   |
| キャロリン・ストッダード           | クロエ・グレース・モレッツ   | 白石涼子   |
| ヴィクトリア・ウィンターズ         | ベラ・ヒースコート           | 本名陽子   |
| ジョゼット・デュプレ               | ベラ・ヒースコート           | 本名陽子   |
| デヴィッド・コリンズ               | ガリー・マクグラス           | 矢島晶子   |
| ミセス・ジョンソン                 | レイ・シャーリー             | 台詞なし   |
| ジョシュア・コリンズ               | イヴァン・ケイ               | 楠見尚己   |
| サイラス・クラーニー               | クリストファー・リー         | 家弓家正   |
| アリス・クーパー                   | アリス・クーパー             | 原語流用   |

2011年のコミコン・インターナショナルにて、オリジナルシリーズの俳優4名の出演が確認された。2011年6月、ジョナサン・フリッド、ララ・パーカー、デヴィッド・セルビー、キャスリン・リー・スコットがカメオ出演のためにパインウッド・スタジオズで3日間過ごした。

## 製作
『ダーク・シャドウ』はティム・バートンが監督し、セス・グレアム＝スミスが脚本を執筆した。2007年7月、ワーナー・ブラザースはゴシック・ソープオペラ『Dark Shadows』の映画化権を、ダン・カーティスの財産から購入した。プロジェクトの開発は2007年-2008年全米脚本家組合ストライキの影響により遅れた。ストライキの解決後、ティム・バートンが監督に着任した。2009年、ジョン・オーガストが脚本を執筆した。2010年、オーガストに代わって小説家でもあるセス・グレアム＝スミスが再度脚本を執筆した。撮影は2011年5月に始まった。イングランドのパインウッド・スタジオズ内とロケ撮影の両方が行われた。
撮影監督はブリュノ・デルボネル、プロダクション・デザイナーはリック・ハインリクス、衣裳デザイナーはコリーン・アトウッド、編集技師はクリス・レベンゾン、作曲はダニー・エルフマンが務める。

## 評価
レビュー・アグリゲーターのRotten Tomatoesでは261件のレビューで支持率は35%、平均点は5.30/10となった。Metacriticでは42件のレビューを基に加重平均値が55/100となった。

## ソフト化
日本ではワーナー・ブラザース・ホームエンターテイメントよりブルーレイ、DVDが発売。
- 【初回限定生産】ダーク・シャドウ ブルーレイ&DVDセット プレミアム・エディション（3枚組、2012年10月3日発売）
- 【初回限定生産】ダーク・シャドウ ブルーレイ&DVDセット（2枚組、2012年10月3日発売）
- ダーク・シャドウ ブルーレイ（1枚組、2013年3月20日発売）
- ダーク・シャドウ DVD（1枚組、2013年3月20日発売）

## 地上波放送
- 2014年6月6日に日本テレビ『金曜ロードSHOW!』で地上波初放送[15]。
- 2017年6月23日にも同じく日本テレビ『金曜ロードSHOW!』で2度目の地上波放送[注 4]。